# Vatiacó
Vatiacó (em grego: Βαθιακόν; romaniz.: Vathiakón), também referida como Vatiakó ou Vathiako, é uma vila cretense da unidade regional de Retimno, no município de Amári, na unidade municipal de Curítes. Situada a 430 metros acima do nível do mar, próxima a ela estão as vilas de Apodúlo e Plátanos. Segundo censo de 2011, têm 8 habitantes.